# キンタマーニ高原

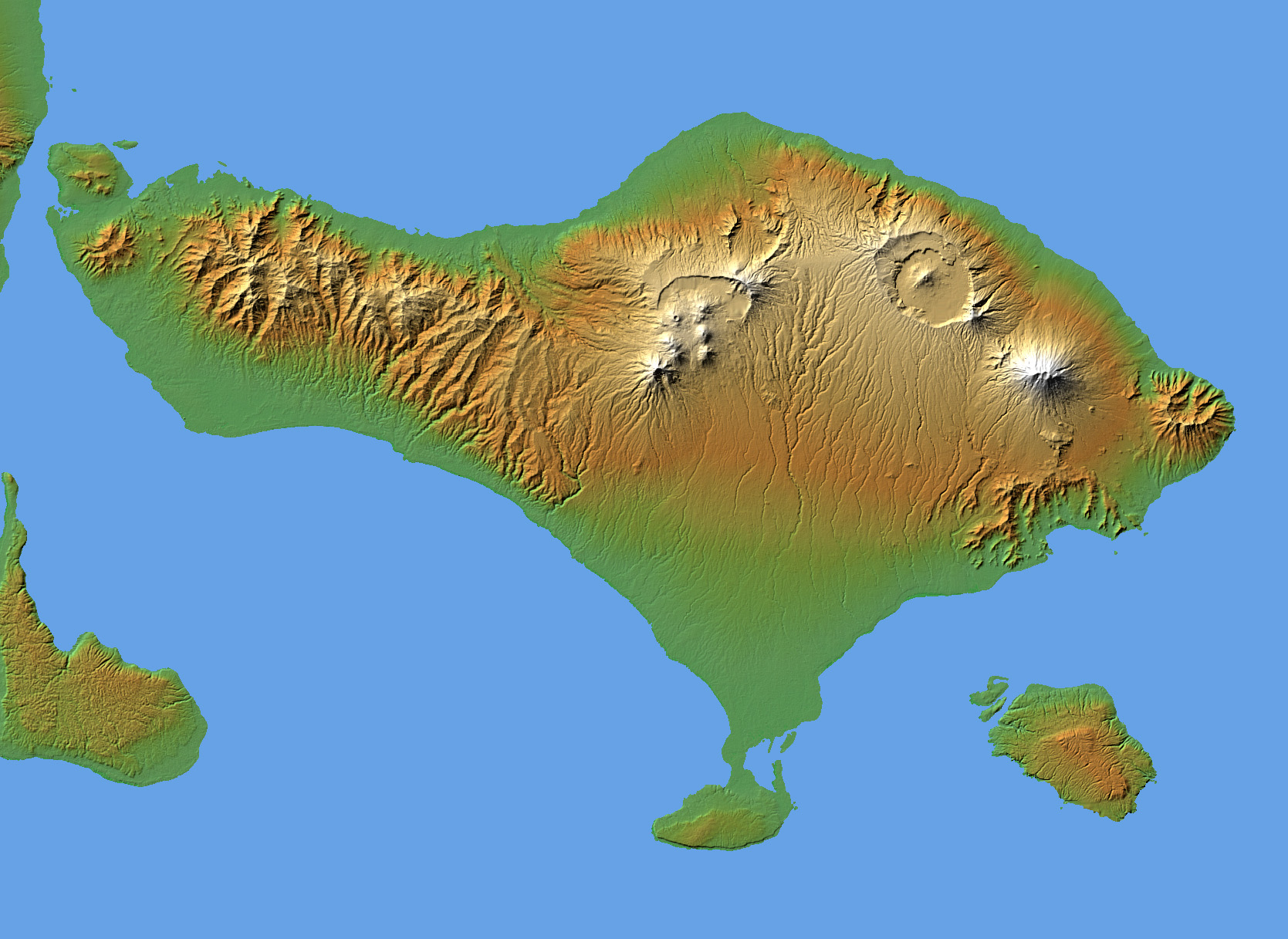
バリ島の地形図

キンタマーニ高原（キンタマーニこうげん）は、インドネシア共和国バリ島北部の高原地帯である。バリ島の中でも有名な観光地である他、避暑地としても知られている。
高原という地形の範囲は曖昧であるが、キンタマーニ高原はおおかた、大型のカルデラを伴うバトゥール火山の山体である。
大部分がバリ州バンリ県キンタマーニ郡に含まれる。カルデラの外輪山東部の外側はカランガスム県に属する。
低地からカルデラの南縁にかけて緩やかな斜面が形成されており耕作地が多い。カルデラ内にはバトゥール火山の中央火口丘とバトゥール湖がある。湖面の標高は1,031m。最高地点は外輪山の東縁に位置する標高2,151mのアバン山である。カルデラ外輪山の南縁に沿って観光客用の飲食店などが集まっている。

南縁から望むバトゥール火山のカルデラ内風景。右にバトゥール湖とアバン山。